# بورت.إتش يو
بورت.إتش يو هو موقع ويب من نوع قاعدة بيانات أفلام ‏ وقاعدة بيانات على النت أنشئ في 1995، يقع مقره الرئيسي في المجر، وهو متوفر باللغة المجرية.

## وصلات خارجية
- الموقع الرسمي